# Flemingsberg centrum

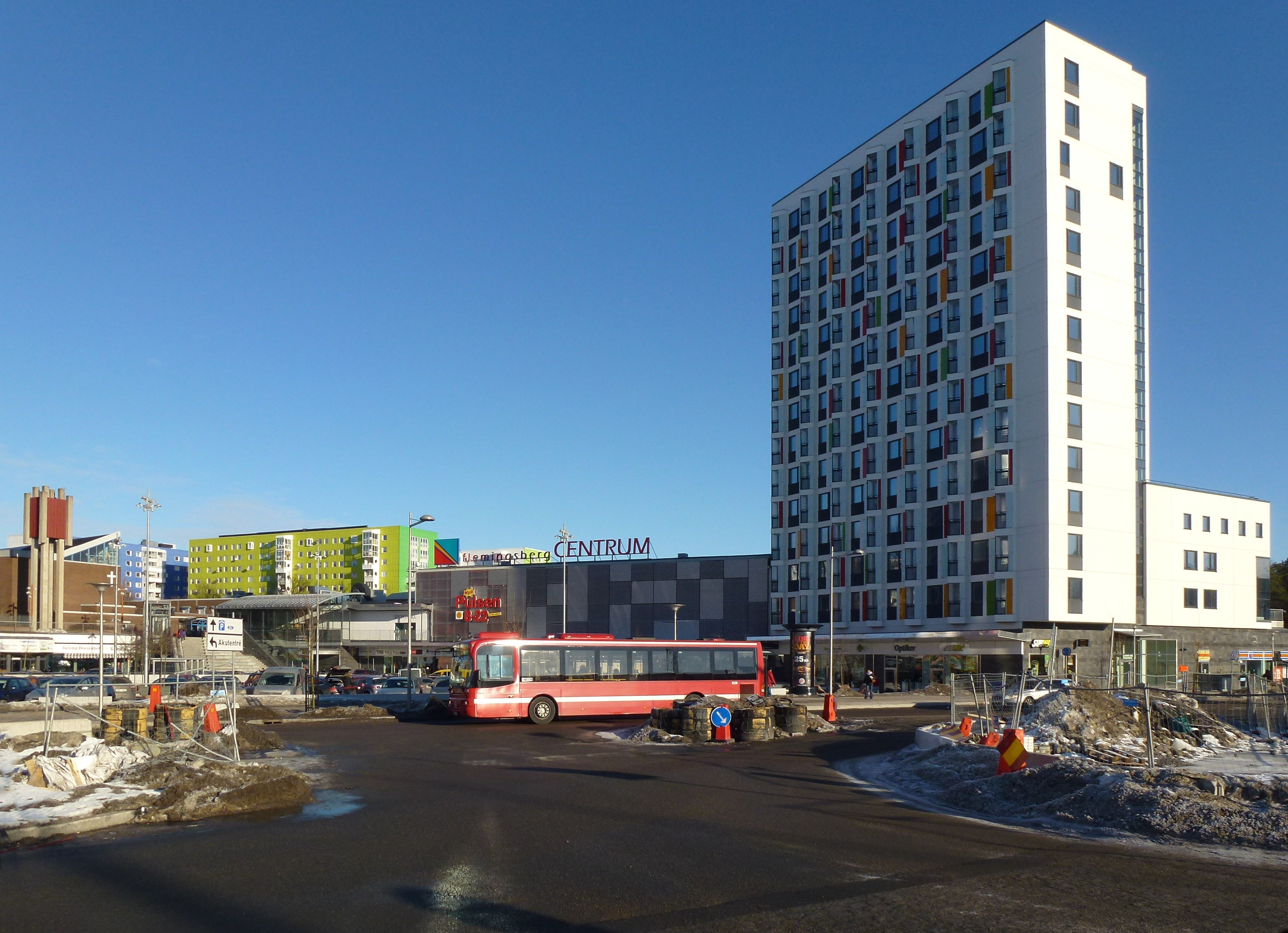
Flemingsberg centrum, februari 2013.

Flemingsberg centrum är ett köpcentrum beläget i Flemingsberg i Huddinge kommun. Centrumet ägs av kommunägda bolaget Huge, det finns under 2016 planer av kommunen att sälja centrumanläggningen. Centrumet invigdes 1976 av Carl-Gustaf Lindstedt och Gösta Bernhard. Centrumet består av 20 butiker med gångavstånd till Huddinge sjukhus, Flemingsbergs station och Flemingsbergs kyrka. 2014 blev centrumet utsatt för en smash and grab-kupp.